# Rathaus Neukölln
Das Rathaus Neukölln an der Karl-Marx-Straße 83 ist Sitz der Bezirksverwaltung von Neukölln, einem der einwohnerstärksten Bezirke Berlins. Das unter Denkmalschutz stehende Gebäudeensemble entstand zwischen 1909 und 1914 nach Plänen des Architekten Reinhold Kiehl. Es ersetzte das aus dem 19. Jahrhundert stammende frühere Rathaus der Gemeinde Deutsch-Rixdorf.

## Geschichte
Das erste Rathaus der Gemeinde hatte seinen Standort bereits an gleicher Stelle, an der Erkstraße 19 und Ecke Berliner Straße 50 (heutige Karl-Marx-Straße). Darin befanden sich das „Büro der Amts- und Gemeindeverwaltung Rixdorf“, unter anderem mit einem Meldebüro, der Amts- und Gemeindekasse, dem Standesamt, einem Gendarmerie-Posten sowie das Amtsgefängnis. Wegen des gewaltigen Bevölkerungszuwachses im beginnenden 20. Jahrhundert genügte das vorhandene Haus dem gestiegenen Verwaltungsaufwand nicht mehr. Außerdem war unter dem Bürgermeister Hermann Boddin geplant worden, für Rixdorf die Stadtrechte zu beantragen, verbunden mit einer Umbenennung des Ortes. Ein repräsentativer Neubau wurde beschlossen. Dafür lieferte der Stadtbaurat und Architekt Reinhold Kiehl die Pläne. Diese fanden die Zustimmung der Gemeindeoberen und von 1905 bis 1909 entstand eine mehrflügelige Anlage. Kiehl entwarf auch die 1910/1911 errichtete Erweiterung zur Donaustraße und den Innenflügel, der unter der Leitung des neu eingesetzten Stadtbauinspektors Heinrich Best 1913/1914 vollendet wurde. Nachdem das markante Gebäude im Zweiten Weltkrieg beschädigt worden war, konnte es in den 1950er Jahren vereinfacht wiederhergestellt und bis 1956 durch einen neuen Anbau erweitert werden.

## Architektur
Das stark gegliederte Gebäudeensemble wird mittels des 68 Meter hohen Turms akzentuiert. Auf seiner Spitze steht eine 2,20 Meter hohe Statue der Glücksgöttin Fortuna aus Kupfer, ein Werk des Bildhauers Josef Rauch, der auch den plastischen Schmuck des Rathauses ausführte. Der vier- und fünfgeschossige Bau knüpft an die Formen der deutschen Renaissance an.
Neuartig war seinerzeit die Trennung von Repräsentations- und Verwaltungsbereich.

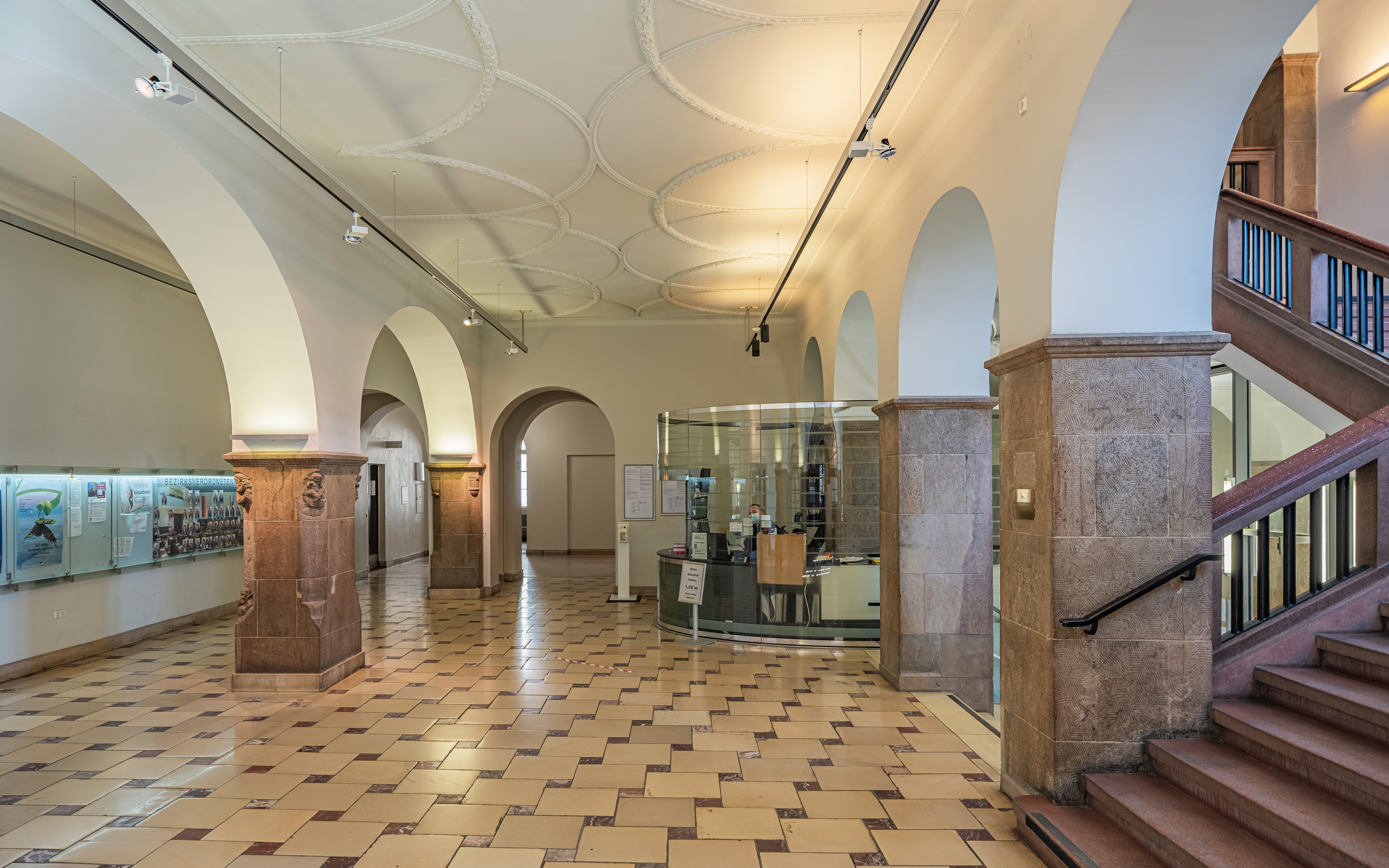
Interieur Erdgeschoss
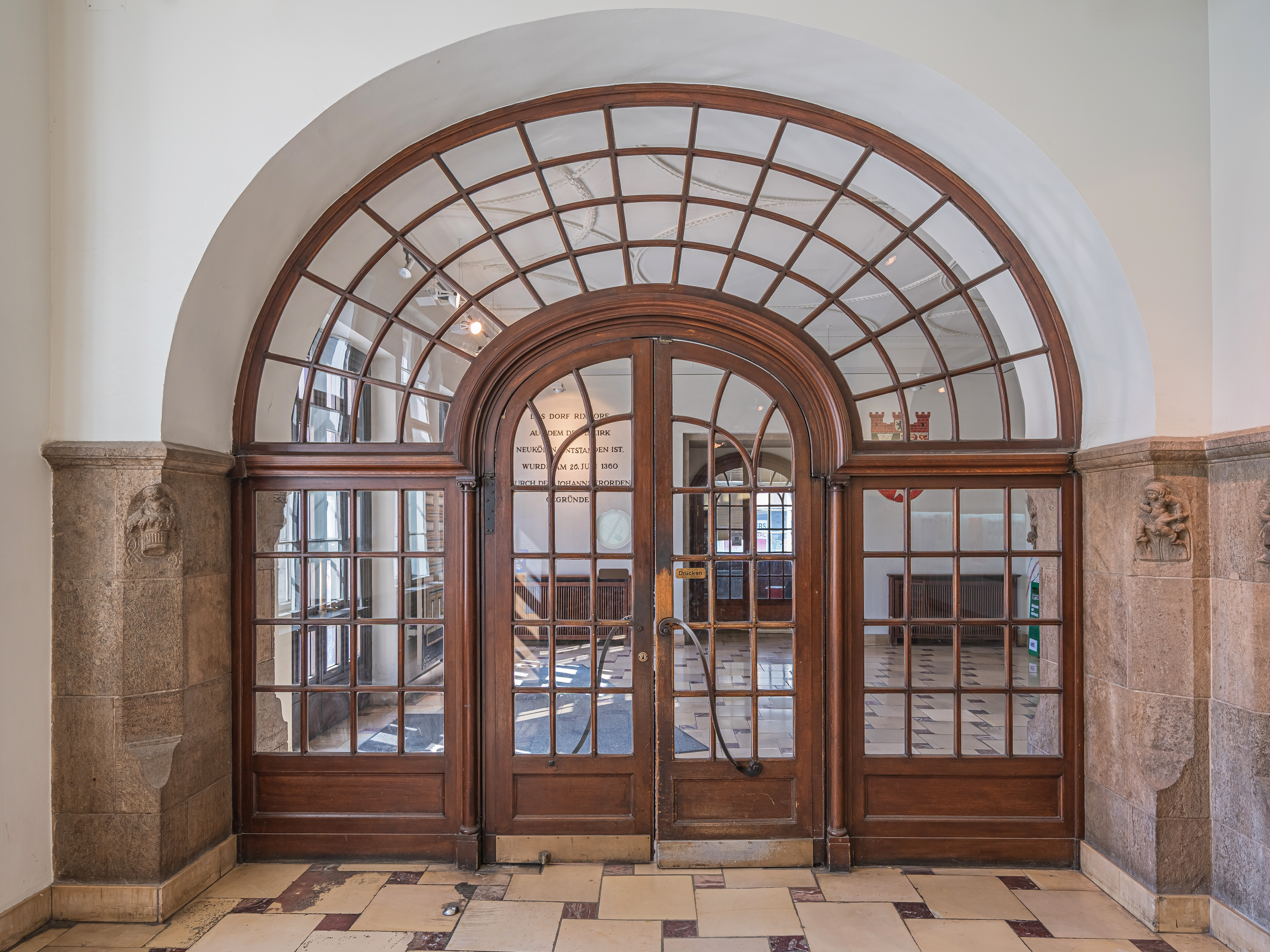
Eingangstür
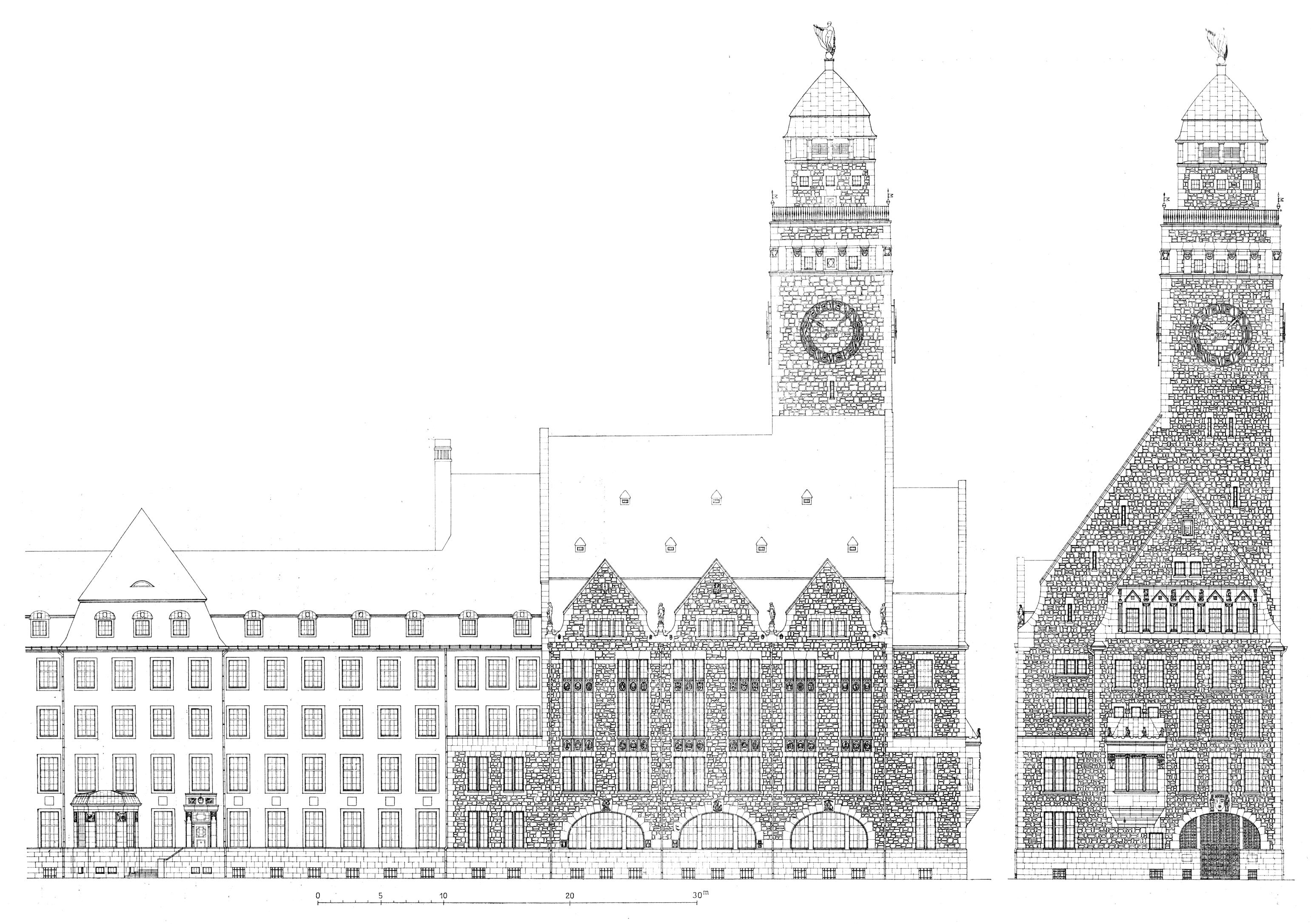
Fassaden des Rathauses, Zeichnung von Reinhold Kiehl
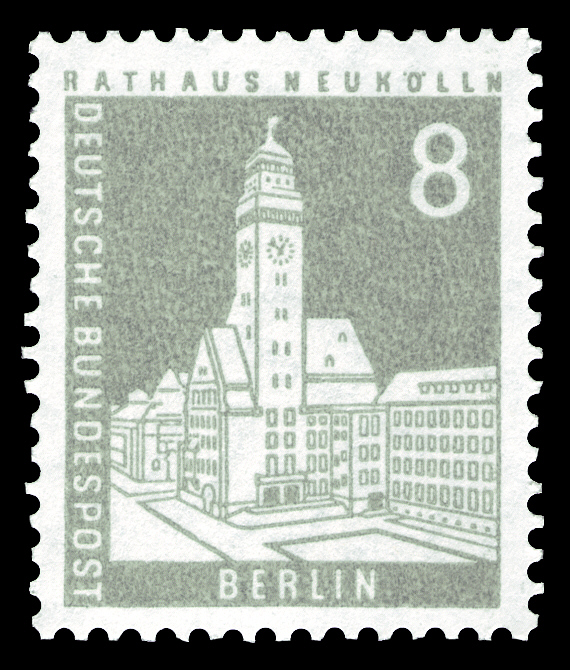
Briefmarke (1956) der Serie Berliner Stadtbilder